# Sliabh Feá
Sliabh Feá (en inglés Slieve Foy) es un cerro de Irlanda (589 metros), y se sitúa en el condado de Louth, en la República de Irlanda.

## Geografía
El cerro forma parte de las Cooley Mountains. Es el punto más alto del Louth y de las Cooley Mountains.
Su nombre puede entenderse como montaña del gigante.